# Oleg Iarochenko
Pour les articles homonymes, voir Iarochenko.
Oleg Iarochenko, né le 12 octobre 1962 à Rovenki, en Russie alors URSS,  est un coureur cycliste soviétique. Lors de sa première participation au Tour de l'Avenir, en 1984, il fait preuve de talents de grimpeur en remportant coup sur coup les deux étapes pyrénéennes. C'est le principal fait d'armes de sa carrière.

## Biographie
Oleg Iarochenko est originaire de la région de Moscou, région de plaines, mais il est, selon les commentaires élogieux qui suivirent ses performances de la fin de saison 1984, " du genre Eddy Merckx en montagne...Sélectionné originellement dans l'équipe de l'URSS de la Course de la Paix, une maladie huit jours avant le départ de l'épreuve l'avait fait remplacer. En possession de toutes ses forces il abordait le Tour de l'Avenir au sein d'une équipe soviétique complètement renouvelée. Après un an de non-participation, en 1983, tous les coureurs qui s'étaient illustrés entre 1978 et 1982 au Tour de l'Avenir devaient laisser place à des nouveaux venus (Ivan Ivanov, Viktor Demidenko, Piotr Ugrumov et Alexandre Zinoviev). Même l'entraîneur était nouveau puisqu'il s'agissait des premiers pas à ce poste, de Nikolaï Gorelov. Oleg Iarochenko, qui dans la septième étape avait perdu 30 minutes à attendre un nouveau vélo après une chute dans un col, triomphait au terme de la huitième étape à Superbagnères, puis le lendemain à Lourdes.. Ces coups d'éclat réalisés à 22 ans, restèrent uniques.    
En 1989 il passe professionnel, catégorie où il reste jusqu'à la fin de l'année 1992.

## Équipes professionnelles
- 1989 : Alfa Lum[2]
- 1990 : Alfa Lum puis Lada-Ghzel
- 1991 : Lada-Ghzel
- 1992 : Petrosport

## Palmarès

### Palmarès année par année
- 1984
  - 8e et 9e étapes du Tour de l'Avenir
  - 10ea étape de la Milk Race
- 1986
  - 3eb étape du Tour de l'Avenir (contre-la-montre par équipes)[3]
  - 3e du Tour de Cuba

### Places d'honneur
- 1984
  - 12e de la Milk Race
  - 29e du Tour de l'Avenir
- 1985
  - 4e du Circuit de la Sarthe
  - 10e du Grand Prix Guillaume Tell
  - 28e du championnat du monde sur route amateurs
- 1986
  - 37e du Tour de l'Avenir